# Tiligre
La tiligre è un ibrido di seconda generazione da una tigre maschio (Panthera tigris) e un ligre femmina (che è la progenie ibrida di un leone maschio e una tigre femmina). Le prime tiligri al mondo sono nate il 16 agosto 2007 al Greater Wynnewood Exotic Animal Park a Wynnewood, Oklahoma.
Anche se i maschi di tigone e ligre sono sterili, gli ibridi di sesso femminile possono riprodursi. Similarmente ai ligri, i tiligri raggiungono dimensioni che sono in genere più grandi di quelle di tigri e leoni. I maschi di grandi dimensioni possono crescere fino a 400 kg e 3,50 m di lunghezza, mentre le femmine possono crescere fino a 250 kg e 3 m di lunghezza.

## Storia
Nella prima cucciolata di tiligri, il padre Kahun era una tigre del Bengala bianca (Panthera tigris tigris) e la madre Beauty era una ligre. Da quella cucciolata nacquero cinque cuccioli: quattro maschi e una femmina di nome Tanyaro, Yun Yi, Monique e altri due che sono stati trasferiti in altre strutture.
Il 7 marzo 2013 una seconda serie di cuccioli di tiligre è di nuovo nata al Greater Wynnewood Exotic Animal Park. In questo evento il padre Noah era una tigre siberiana (Panthera tigris altaica) e la madre Lizzy era una ligre. Da quella cucciolata nacquero tre cuccioli.
La Valley of the Kings a Sharon, nel Wisconsin, ospita una femmina di tiligre di nome Ti-ler.